# Badminton na Igrzyskach Wspólnoty Narodów 2010
Badminton na Igrzyskach Wspólnoty Narodów 2010 rozegrany został w dniach 4 - 14 października 2010 w Siri Fort Sports Complex oraz Saket Sports Complex (obiekt treningowy) w Delhi. W tabeli medalowej zwyciężyła Malezja, która wygrała cztery z sześciu konkurencji (4 złote medale). 

## Medaliści
| Konkurencja             | | | |
| ----------------------- | --- | --- | --- |
| Gra pojedyncza mężczyzn | Lee Chong Wei | Rajiv Ouseph | Parupalli Kashyap |
| Gra podwójna mężczyzn   | Koo Kien Keat Tan Boon Heong | Anthony Clark Nathan James Robertson | Hendra Wijaya Hendri Kurniawan Saputra |
| Gra pojedyncza kobiet   | Saina Nehwal | Wong Mew Choo | Liz Cann |
| Gra podwójna kobiet     | Jwala Gutta Ashwini Ponnappa Machimanda | Shinta Mulia Sari Yao Lei | Tang He Tian Kate Wilson-Smith |
| Miksty - gra podwójna   | Chin Eei Hui Koo Kien Keat | Nathan James Robertson Jenny Wallwork | Yao Lei Triyachart Chayut |
| Miksty drużynowe        | Malezja · Chan Peng Soon · Lydia Cheah Li Ya · Chin Eei Hui · Goh Liu Ying · Muhammad Hafiz Hashim · Koo Kien Keat · Lee Chong Wei · Tan Boon Heong · Wong Mew Choo · Woon Khe Wei | Indie · Sanave Arattukulam · Aparna Balan · Chetan Anand · Jwala Gutta · Rupesh Kumar · Ashwini Ponnappa Machimanda · Aditi Mutatkar · Saina Nehwal · Kashyap Parupalli · Valiyaveetil Diju | Anglia · Chris Adcock · Mariana Agathangelou · Carl Baxter · Liz Cann · Anthony Clark · Heather Olver · Rajiv Ouseph · Nathan Robertson · Jenny Wallwork · Gabby White |

## Tabela medalowa
| Poz. | Państwo   |   |   |   | Łącznie |
| ---- | --------- | - | - | - | ------- |
| 1    | Malezja   | 4 | 1 | 0 | 5       |
| 2    | Indie     | 2 | 1 | 1 | 4       |
| 3    | Anglia    | 0 | 3 | 2 | 5       |
| 4    | Singapur  | 0 | 1 | 2 | 3       |
| 5    | Australia | 0 | 0 | 1 | 1       |
| Poz. | Łącznie   | 6 | 6 | 6 | 18      |

     Oznacza państwo-gospodarza igrzysk